# 馬拉德塔山
42°38′50″N 0°38′22″E / 42.64722°N 0.63944°E

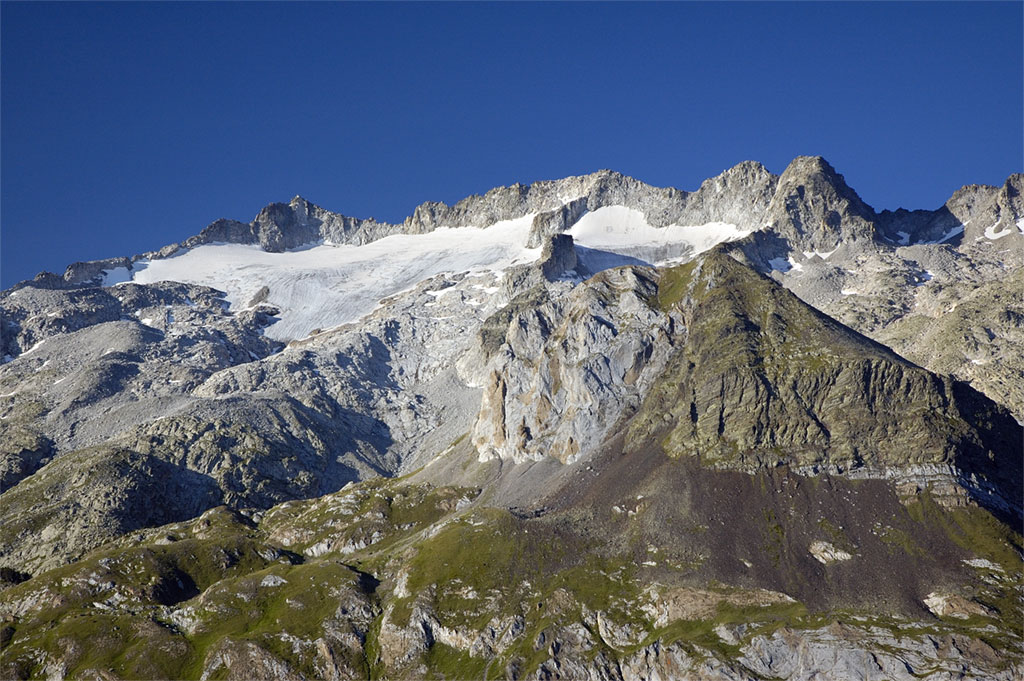

馬拉德塔山（西班牙語：Maladeta），是西班牙的山峰，位於該國北部阿拉貢自治區，處於阿內托峰附近，屬於比利牛斯山的一部分，海拔高度3,312米，人類在1817年9月28日首次登頂。